# マルマン (味噌製造)
マルマン株式会社は、味噌・果実酢・発酵調味料等の製造・販売を行う会社である。
1944年に「中田式味噌速醸法」を開発・公開し、現在の味噌製造法の主流となっている。
また、無添加みそを業界に先駆けて開発したパイオニアメーカーである。

## 会社概要
- 社名　マルマン株式会社
- 本社所在地　〒395-0056 長野県飯田市大通2-217
- 代表取締役社長　林 隆仁
- 設立 昭和26年5月31日（創業1888年）
- 資本金 5,000万円
- 従業員数 70名 (2020年11月現在)
- 事業内容 味噌・果実酢・発酵調味料の製造販売

## 沿革
- 1888年 上飯田に麹・味噌製造業を創業
- 1944年 中田式味噌速醸法を発明､特許を受け､これを全国公開して普及に努める
- 1951年 味噌・醤油工場を建設すると共に､丸萬醸造株式会社を設立
- 1953年 高松宮宣仁親王が工場を視察
- 1962年 業界初の｢藍綬褒章｣を受章
- 1971年 ｢従五位勲四等瑞宝章｣の叙勲を受ける
- 1978年 全国味噌品評会において農林大臣賞受賞
- 1979年 味噌熟成及び出荷包装部門の工場竣工
- 1991年 味噌生産部門の工場を竣工。これを機に社名をマルマン株式会社に変更
- 1996年 第二工場として中国・内蒙古自治区に味噌合弁会社・萬佳食品有限公司を設立
- 1999年 国際規格ISO9002を取得
- 2000年 農林水産省規格・有機JAS認証を取得
- 2002年 国際規格ISO9001を取得
- 2006年 食品安全マネジメントシステムの国際規格「ISO22000」の取得
- 2008年 社員の自己啓発プログラム「3KM」の導入
- 2009年 万能みそ調味料・「金山寺みそ漬の素」発売
- 2014年 平成26年1月1日付で中田教一が取締役会長に、林隆仁が代表取締役社長に就任
- 2015年 五代目・林隆仁、長年の功績により「信州の名工」（卓越技能者知事表彰）に認定される
- 2016年 飯田下伊那食肉組合監修「南信州・飯田の辛みそ」を発売
- 2020年 飯田下伊那食肉組合と共同申請にて11月29日を「飯田焼肉の日」として記念日登録認定を受ける

## 主な商品

### 味噌(家庭用向け)
- 無添加生みそ(赤・白)
- 有機生みそ(赤・白・減塩)
- 二年低温熟成 究極の逸品
- 国産生 (コクの極み・減塩20%)

### 味噌(業務用向け)
- 金山寺みそ漬の素
- 西京風味噌
- 信州みそ

### 果実酢
- りんご酢
- うめ酢
- 柿酢
- ブレンド酢

### 味噌加工品・その他
- 南信州・飯田の辛みそ
- 焼肉の〆のキーマカレー
- 金山寺みそ漬の素

## 関連会社
- 萬佳食品有限公司

## 関連
- 信州味噌